# Élections régionales de 1986 en Île-de-France
Pour un article plus général, voir Élections régionales françaises de 1986.
Les élections régionales en Île-de-France se déroulent le 16 mars 1986.

## Mode de scrutin
Les conseillers régionaux sont élus au scrutin de liste à la représentation proportionnelle suivant la règle de la plus forte moyenne, en un seul tour. 
Chaque département forme une circonscription : les sièges sont répartis entre les listes ayant obtenu plus de 5 % des suffrages exprimés. 
Ils sont attribués selon l'ordre de présentation sur la liste.

## Résultats

### Global
| Partis         | Partis         | Voix           | Voix      | Sièges (197) | Sièges (197) |
| Partis         | Partis         | #              | %         | #            | %            |
| -------------- | -------------- | -------------- | --------- | ------------ | ------------ |
|                | RPR            | 1 155 111      | 26,31     | 89           | 45,18        |
|                | UDF            | 536 480        | 12,22     | 89           | 45,18        |
|                | DVD            | 234 420        | 5,34      | 89           | 45,18        |
|                | PS             | 1 257 032      | 28,64     | 85           | 43,15        |
|                | PCF            | 480 369        | 10,94     | 85           | 43,15        |
|                | DVG            | 5 451          | 0,25      | 85           | 43,15        |
|                | FN             | 503 082        | 11,46     | 23           | 11,68        |
|                | Verts          | 148 968        | 3,39      |              |              |
|                | LO             | 63 360         | 1,44      |              |              |
| Inscrits       | Inscrits       | Inscrits       | 5 992 648 | 100,00       |              |
| Abstentions    | Abstentions    | Abstentions    | 1 485 585 | 24,79        |              |
| Votants        | Votants        | Votants        | 4 507 063 | 75,21        |              |
| Blancs et nuls | Blancs et nuls | Blancs et nuls | 117 339   | 2,60         |              |
| Exprimés       | Exprimés       | Exprimés       | 4 389 724 | 97,40        |              |